# Hermannia muirii
Hermannia muirii är en malvaväxtart som beskrevs av Neville Stuart Pillans. Hermannia muirii ingår i släktet Hermannia och familjen malvaväxter. Inga underarter finns listade i Catalogue of Life.